# سطح‌نورد

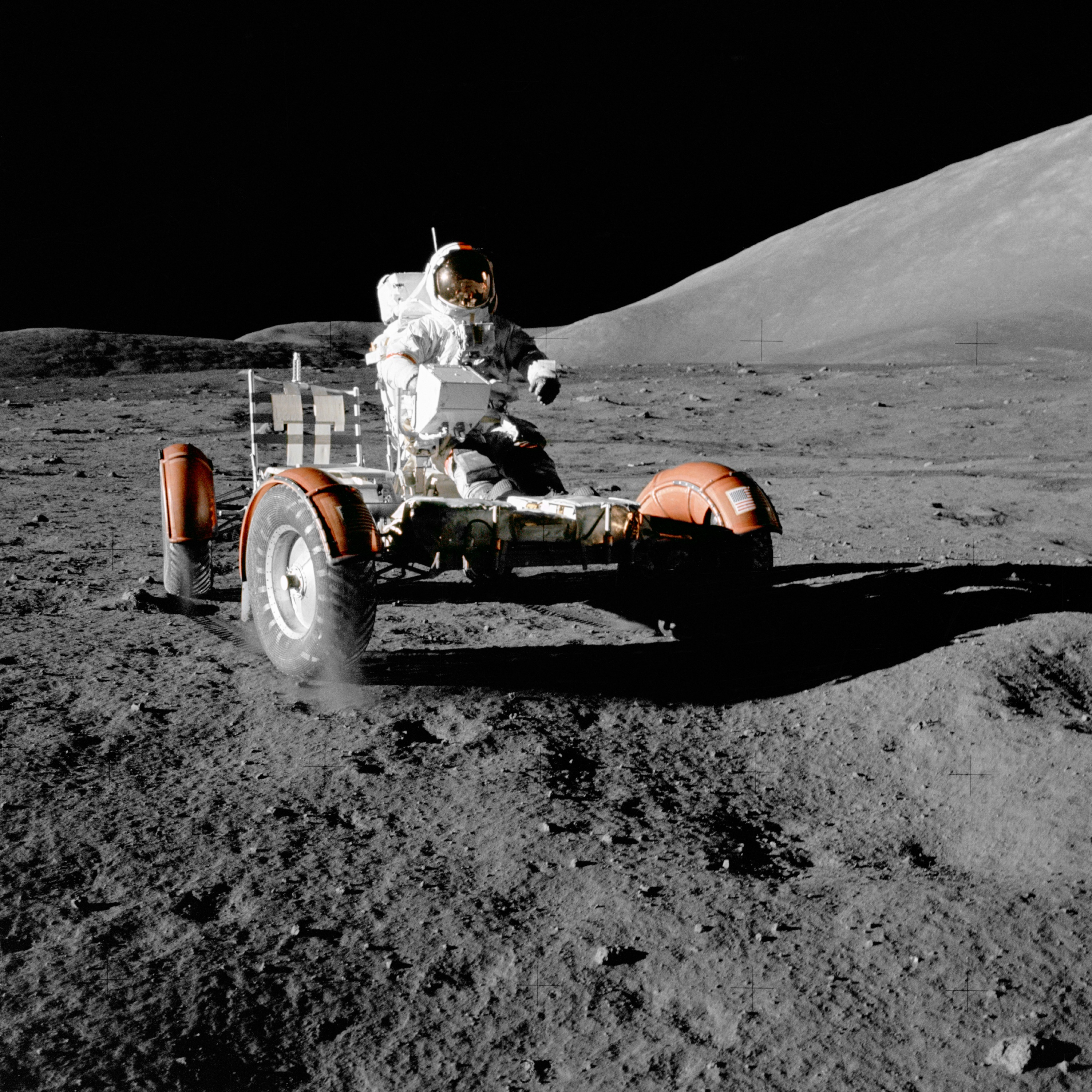
جین سرمن، فضانورد آمریکایی بر روی ماه‌نورد در جریان مأموریت آپولو ۱۷ (۱۹۷۲).

سطح‌نورد (به انگلیسی: rover) فضاپیما یا بخشی از آن را می‌گویند که می‌تواند پس از فرود بر سطح جسمی آسمانی، مانند سیاره یا ماه یا سیارک، حرکت کند و به‌صورت خودکار یا با هدایت فضانوردان به کاوش بپردازد.
سطح‌نوردی که مخصوص کاوش در سطح مریخ باشد مریخ‌نورد و سطح‌نوردی که مخصوص کاوش در سطح ماه است را ماه‌نورد می‌گویند.
برخی سطح‌نوردها به‌گونه‌ای طراحی شده‌اند که می‌توانند فضانوردان را در سطح کرات جابه‌جا کنند اما برخی دیگر تنها به‌صورت ربات‌های خودکار و خودرو هستند.
سطح‌نوردها معمولاً با سطح‌نشین (فرودگر) به سطح اجرام آسمانی برده می‌شوند. نوعی از سطح‌نوردها که از انرژی خورشیدی بهره می‌گیرند در زمستان‌های کرات باید در قسمت‌های آفتاب‌گیرتر کره باقی بمانند.
مأموریت‌هایی که از سطح‌نورد استفاده می‌کنند با پیچیدگی بیشتری نسبت به مأموریت‌ها با مدارگرد مواجه‌اند و بنابراین بخت ناکام ماندن مأموریت‌های ارسال سطح‌نورد به کرات هم بیشتر است.
از سطح‌نوردهای مشهور می‌شود به ماه‌نورد اشاره کرد که مورد استفاده فضانوردان آمریکایی در سفر به ماه بود. بر روی مریخ هم‌اینک دو سطح‌نورد به نام‌های فرصت Opportunity (از ۲۰۰۴) و کنجکاوی Curiosity (از ۲۰۱۲) فعال هستند.

## مقایسه با انواع دیگر کاوشگرهای فضایی

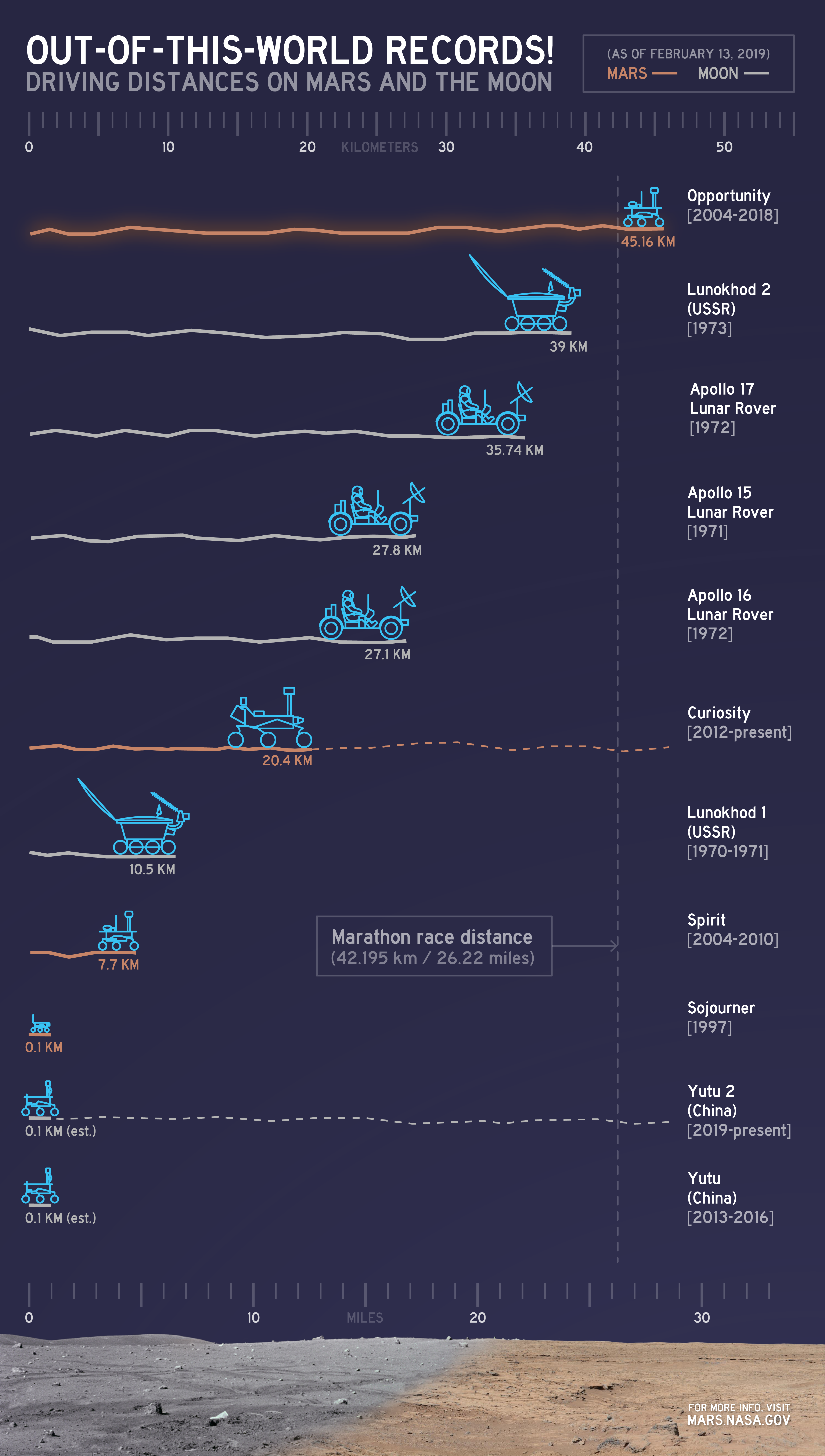
Comparison of distances driven by various wheeled vehicles on the surface of the Moon and Mars

سطح‌نوردها چندین برتری نسبت به سطح‌نشین‌های ثابت دارند: آنها قلمرو بیشتری را بررسی می‌کنند و می‌توانند به‌سوی جاهایی که ویژگی‌های جالب توجه بیشتری دارند هدایت شوند.